# Amphinemura hibernatarii
Amphinemura hibernatarii is een steenvlieg uit de familie beeksteenvliegen (Nemouridae). De wetenschappelijke naam van de soort is voor het eerst geldig gepubliceerd in 1989 door Pardo.